# Санкт-Петербургский государственный инженерно-экономический университет
Санкт-Петербургский государственный инженерно-экономический университет (ИНЖЭКОН) — университет, существовавший в Санкт-Петербурге в 1906—2012 годах, специализировавшийся в области инженерии и экономики.

## История
История СПбГИЭУ берёт своё начало с Частных счетоводных курсов М. В. Побединского, созданных в 1897 г. Это учебное заведение сразу же стало популярным среди учащейся молодёжи, так как отличалось высоким профессионализмом преподавания и практической направленностью в подготовке специалистов. В 1904 г. учредитель реформирует систему подготовки специалистов, ориентируя её на потребности бурно развивающейся в России торговли и промышленности. Создаются Частные Санкт-Петербургские коммерческие курсы М. В. Побединского, где подготовка специалистов ведётся по программам высших экономических школ Германии.
1906 г. становится знаменательным в истории курсов. Они приобретают статус высшего учебного заведения — «Высшие коммерческие курсы М. В. Побединского». Этот год следует считать годом основания СПбГИЭУ как высшего учебного заведения России. Для чтения лекций на курсах приглашаются лучшие преподаватели Политехнического института, Императорского университета и ряда других высших учебных заведений столицы: Е. В. Тарле, А. А. Корнилов, В. Н. Сперанский, С. В. Мыльников, министры финансов Временного правительства А. И. Шингарев и М. В. Бернацкий и другие.
В 1917 г. Высшие коммерческие курсы преобразуются в Торгово-промышленный институт М. В. Побединского. Советская власть национализировала это частное учебное заведение. В 1919 г. Торгово-промышленный институт входит в состав Института народного хозяйства имени Фридриха Энгельса.
В 1926 г. в Ленинградском институте народного хозяйства (ЛИНХ) создаётся самостоятельное Промышленное отделение, выпускники которого (79 человек в 1927 г.) стали первыми инженерами-экономистами в нашей стране. 26 июня 1930 г. Промышленное отделение было реорганизовано в Институт промышленности и труда. 21 августа 1930 г. он был переименован в Ленинградский инженерно-экономический институт (ЛИЭИ). В разные годы ВУЗ носил имена Фридриха Энгельса, Председателя Правительства СССР Вячеслава Михайловича Молотова (1931—1957), лидера итальянских коммунистов Пальмиро Тольятти (1964—1992).
В 1992 г. институт приобретает статус академии. 19 июля 2000 г. академия преобразована в Санкт-Петербургский государственный инженерно-экономический университет (ИНЖЭКОН).
В ИНЖЭКОНе в разные годы преподавали Лауреат Нобелевской премии, академик Л. В. Канторович, академики Л. А. Мелентьев, С. И. Солнцев, член-корреспондент АН СССР М. И. Боголепов, профессор В. В. Новожилов.
15 декабря 2012 г. СПбГИЭУ снова вошёл в число сильнейших вузов Санкт-Петербурга и занял место в пятёрке сильнейших экономических ВУЗов страны.
Летом 2012 года и. о. ректора ИНЖЭКОНа Евгений Жгулев и ректор ФИНЭКа Игорь Максимцев выдвинули идею создания нового федерального экономического университета. 1 августа 2012 года Минобрнауки России издало приказ № 581 за подписью министр Дмитрия Ливанова о создании объединённого Санкт-Петербургского государственного экономического университета (СПбГЭУ) путём реорганизации Санкт-Петербургского государственного инженерно-экономического университета (ИНЖЭКОНа) и Санкт-Петербургского государственного университета экономики и финансов (ФИНЭКа).
Ректором объединённого экономического вуза стал Игорь Максимцев, бывший Ректор ФИНЭка.

## Факультеты

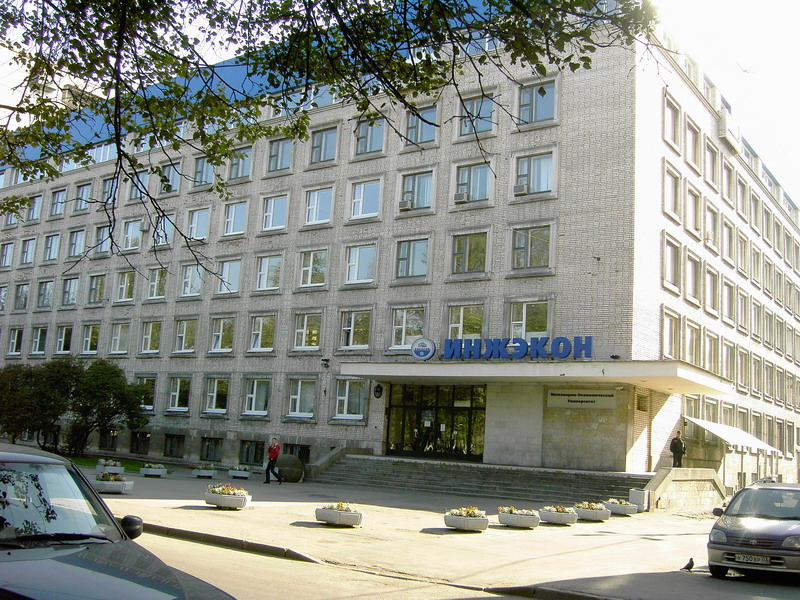
2-й учебный корпус СПбГИЭУ

- Высшая школа экономики и менеджмента
- Гуманитарный
- Факультет информационных систем в экономике и управлении
- Менеджмента
- Права и экономической безопасности
- Предпринимательства и финансов
- Региональной экономики и управления
- Туризма и гостиничного хозяйства
- Экономики и управления в машиностроении
- Логистики и транспорта
- Факультет экономики и управления в нефтегазохимическом комплексе и экологической безопасности
- Медиаиндустрии

Представительство ИНЖЭКОН на территории Объединённых Арабских Эмиратов было основано в 2005 году на территории свободной экономической зоны «Деревня Знаний» (Knowledge Village).